# Wang Hongwei
Wang Hongwei (王宏伟) est un acteur chinois né le 3 septembre 1969 à Anyang. Il a joué dans huit films de Jia Zhangke, incarnant régulièrement l'alter-ego du réalisateur, avec lequel il a étudié à l'Université de cinéma de Pékin.

## Filmographie partielle
- 1995 : Xiao Shan rentre à la maison de Jia Zhangke : Xiao Shan
- 1997 : Xiao Wu, artisan pickpocket de Jia Zhangke : Xiao Wu
- 2000 : Platform de Jia Zhangke : Minliang
- 2002 : Balzac et la Petite Tailleuse chinoise de Dai Sijie : Four Eyes
- 2002 : Plaisirs inconnus de Jia Zhangke : Xiao Wu
- 2004 : The World de Jia Zhangke : Sanlai
- 2006 : Still Life de Jia Zhangke : Wang Dongming
- 2007 : Brutality Factory de Wang Bing
- 2008 : Cry Me a River de Jia Zhangke
- 2013 : A Touch of Sin de Jia Zhangke
- 2016 : Crosscurrent de Yang Chao : Hongwei
- 2016 : Old Stone de Johnny Ma : le capitaine